# Партенітська селищна рада
Партені́тська се́лищна ра́да — адміністративно-територіальна одиниця та орган місцевого самоврядування у складі Ялтинського району Автономної Республіки Крим. Адміністративний центр — селище Партеніт.  Населення — 6 061 особа (станом на 1 січня 2011 року)

## Склад ради
Рада складається з 30 депутатів та голови.
- Голова ради: Конєв Микола Іванович
- Секретар ради: Некрасов Євгеній Іванович

### Керівний склад попередніх скликань
| Прізвище, ім'я, по батькові | Основні відомості                                                        | Дата обрання | Дата звільнення |
| --------------------------- | ------------------------------------------------------------------------ | ------------ | --------------- |
| Конєв Микола Іванович       | Селищний голова, 1958 року народження, освіта вища, безпартійний         | 26.03.2006   | 31.10.2010      |
| Конєв Микола Іванович       | Селищний голова, 1958 року народження, освіта вища, член Партії регіонів | 31.10.2010   |                 |

Примітка: таблиця складена за даними сайту Верховної Ради України

### Депутати
За результатами місцевих виборів 2010 року депутатами ради стали:

#### За суб'єктами висування
| Суб'єкт висування | Кількість обраних депутатів | %  |
| ----------------- | --------------------------- | -- |
| Партія регіонів   | 18                          | 60 |
| Самовисування     | 12                          | 40 |

#### За округами
| № округу        | Прізвище, ім'я, по батькові      | Дата визнання обраним | Освіта             | Партійна приналежність | Відомості про обраного депутата                                                                              |
| --------------- | -------------------------------- | --------------------- | ------------------ | ---------------------- | --- |
| Партія регіонів |                                  |                       |                    |                        | |
| 1               | Карасьова Ірина Аркадіївна       | 31.10.2010            | вища               | член Партії регіонів   | приватний підприємець                                                                                        |
| 4               | Міряйкін Михайло Прокопович      | 31.10.2010            | вища               | член Партії регіонів   | ЦМР та СЛ «Крим», начальник квартирно — експлуатаційної служби                                               |
| 7               | Бандура Сергій Володимирович     | 31.10.2010            | середня спеціальна | член Партії регіонів   | приватний підприємець                                                                                        |
| 8               | Яковенко Оксана Иосифівна        | 31.10.2010            | середня спеціальна | член Партії регіонів   | приватний підприємець                                                                                        |
| 10              | Куртєв Віктор Валентинович       | 31.10.2010            | середня            | член Партії регіонів   | приватний підприємець                                                                                        |
| 11              | Климова Світлана Миколаївна      | 31.10.2010            | середня спеціальна | член Партії регіонів   | приватний підприємець                                                                                        |
| 12              | Кашкін Олександр Іванович        | 31.10.2010            | вища               | член Партії регіонів   | ДПУ МДЦ «Артек», головний інженер                                                                            |
| 13              | Лазарев Олексій Сергійович       | 31.10.2010            | вища               | член Партії регіонів   | Партенітська амбулаторія, головний лікар                                                                     |
| 14              | Гончарова Катерина Ігорівна      | 31.10.2010            | вища               | член Партії регіонів   | Партенітська селищна рада, юрисконсульт                                                                      |
| 17              | Некрасов Євген Іванович          | 31.10.2010            | вища               | член Партії регіонів   | Партенітська селищна рада, секретар                                                                          |
| 20              | Улітіна Ірина Андріївна          | 31.10.2010            | середня спеціальна | член Партії регіонів   | Алуштинська залізнична каса, касир                                                                           |
| 23              | Каліхманов Віталій Володимирович | 31.10.2010            | середня            | член Партії регіонів   | приватний підприємець                                                                                        |
| 24              | Сьомкін Володимир Васильович     | 31.10.2010            | вища               | член Партії регіонів   | приватний підприємець                                                                                        |
| 25              | Харитоненко Віра Миколаївна      | 31.10.2010            | середня спеціальна | член Партії регіонів   | пенсіонер |
| 26              | Гогін Денис Вадимович            | 31.10.2010            | вища               | член Партії регіонів   | ЦМР та СЛ «Крим», головний інженер                                                                           |
| 27              | Гужов Володимир Васильович       | 31.10.2010            | вища               | член Партії регіонів   | Алуштинський МВ ГУ МНС України в АР Крим, старший інспектор пожежного нагляду                                |
| 29              | Фіданян Вардгес Оганесович       | 31.10.2010            | середня спеціальна | член Партії регіонів   | приватний підприємець                                                                                        |
| 30              | Головін Анатолій Олексійович     | 31.10.2010            | вища               | член Партії регіонів   | приватний підприємець                                                                                        |
| Самовисування   |                                  |                       |                    |                        | |
| 2               | Макарівський Василь Іванович     | 31.10.2010            | середня спеціальна | позапартійний          | тимчасово не працює                                                                                          |
| 3               | Змійчук Іван Іванович            | 31.10.2010            | вища               | позапартійний          | приватний підприємець                                                                                        |
| 5               | Остапишина Наталя Василівна      | 31.10.2010            | вища               | позапартійна           | тимчасово не працює                                                                                          |
| 6               | Власов Віталій Анатолійович      | 31.10.2010            | вища               | позапартійний          | ЗАО ЛОК «Айвазовське», охоронець                                                                             |
| 9               | Черепнін Павло Васильович        | 31.10.2010            | вища               | позапартійний          | приватний підприємець                                                                                        |
| 15              | Кононюк Дмитро Валентинович      | 31.10.2010            | вища               | позапартійний          | ЗАТ ЛОК «Айвазовське», старший зміни охорони                                                                 |
| 16              | Малашин Валерій Федорович        | 31.10.2010            | вища               | позапартійний          | Алуштинська міська рада, директор департаменту забезпечення діяльності міської ради та її виконавчих органів |
| 18              | Пястолов Віктор Павлович         | 31.10.2010            | вища               | позапартійний          | ДП «Айвазовське», директор                                                                                   |
| 19              | Клішов Микола Петрович           | 31.10.2010            | вища               | позапартійний          | дослідне господарство «Приморське» НБС, директор                                                             |
| 21              | Терновський Володимир Григорович | 31.10.2010            | середня            | позапартійний          | приватний підприємець                                                                                        |
| 22              | Пугач Юрій Миколайович           | 31.10.2010            | вища               | позапартійний          | пенсіонер |
| 28              | Бородай Олег Анатолійович        | 31.10.2010            | вища               | позапартійний          | приватний підприємець                                                                                        |